# South Haven (Indiana)
South Haven es un lugar designado por el censo ubicado en el condado de Porter en el estado estadounidense de Indiana. En el Censo de 2010 tenía una población de 5282 habitantes y una densidad poblacional de 1.640,7 personas por km².

## Geografía
South Haven se encuentra ubicado en las coordenadas 41°32′38″N 87°8′12″O / 41.54389, -87.13667. Según la Oficina del Censo de los Estados Unidos, South Haven tiene una superficie total de 3.22 km², de la cual 3.22 km² corresponden a tierra firme y (0%) 0 km² es agua.

## Demografía
Según el censo de 2010, había 5282 personas residiendo en South Haven. La densidad de población era de 1.640,7 hab./km². De los 5282 habitantes, South Haven estaba compuesto por el 91.29% blancos, el 3.05% eran afroamericanos, el 0.21% eran amerindios, el 0.3% eran asiáticos, el 0% eran isleños del Pacífico, el 2.95% eran de otras razas y el 2.2% pertenecían a dos o más razas. Del total de la población el 9.75% eran hispanos o latinos de cualquier raza.